# Mariage de Felipe de Borbón et de Letizia Ortiz
Le mariage de Felipe de Borbón, prince des Asturies, et de Letizia Ortiz se déroule le 22 mai 2004, à Madrid, en Espagne. Organisé à la cathédrale de l'Almudena, peu après les attentats commis à Madrid le 11 mars 2004, il s'agit du premier mariage d'État en Espagne depuis plus de 50 ans.

## Rencontre et fiançailles du couple
Felipe de Borbón, prince des Asturies, et Letizia Ortiz, journaliste à la RTVE, se rencontrent pour la première fois en octobre 2002, à l'occasion d'une soirée privée chez leur ami commun, le journaliste Pedro Erquicia (es). Ils se croisent ensuite en Galice le mois suivant, puis passent des vacances ensemble en Amérique du Sud, en août 2003. Leur relation reste secrète.
Auparavant, Felipe avait connu trois relations importantes, avec Isabel Sartorius, belle-fille de la princesse Nora de Liechtenstein, Gisèle Howard lors de ses études aux États-Unis et le mannequin norvégien Eva Sannum (no), en compagnie de laquelle il était apparu lors du mariage du prince héritier Haakon de Norvège, en 2001. Letizia a épousé l'écrivain et journaliste Alonso Guerrero Pérez le 7 août 1998. Ils ont divorcé un an plus tard, en 1999.
Le 1er novembre 2003, le palais royal annonce officiellement les fiançailles de Letizia et Felipe.

## Préparatifs du mariage

### Questions financières
Le coût du mariage est partagé entre le gouvernement (qui assume la majorité du budget lié à la sécurité et à la décoration des rues) et la famille royale. Le montant total, estimé entre 21 et 40 millions d'euros, suscite l'opposition de certains partis comme Izquierda Unida ou le Parti nationaliste basque,.
En outre, le coût de la retransmission de la cérémonie, s'élevant à 4,5 millions d'euros selon la RTVE, fait également l'objet de violentes critiques. José Bono, alors ministre de la Défense, déclare en 2015 qu'elle aurait coûté plus de 13 millions d'euros, ce que la RTVE dément.

### Attentats du 11 mars 2004 et mesures de sécurité
Quelques semaines avant le mariage princier, le 11 mars 2004, plusieurs explosions de bombes posées par des terroristes islamistes se produisent dans la gare d'Atocha à Madrid, faisant 191 morts et plus de 1 800 blessés. C'est l'attentat le plus meurtrier commis en Europe depuis 1988.
Dans ce contexte, 14 500 policiers nationaux et 3 200 gardes civils sont déployés dans la capitale espagnole le jour du mariage. Les frontières communales et l'espace aérien de la ville sont fermés, tandis que deux avions SDCA de l'OTAN renforcent encore la sécurité pendant le week-end des festivités. En outre, 63 chiens de détection inspectent le centre de la ville quelques jours avant la cérémonie. La Communauté de Madrid mobilise, pour sa part, 100 000 personnes, pour assurer la sécurité et répondre aux urgences qui pourraient survenir durant le mariage du prince des Asturies et de Letizia Ortiz.

## Gala prénuptial
Le 21 mai 2004, la famille royale d'Espagne donne un dîner de gala suivi d'un bal au palais royal du Pardo. L'événement réunit 300 convives.

## Déroulement des festivités

### Hommage aux victimes des attentats de Madrid
À 8 heures, le jour des noces, un lieutenant-colonel de l'Armée de terre, escorté par deux soldats de la Garde royale, dépose une couronne de fleurs avec la phrase « Siempre en nuestra memoria, Felipe y Letizia » dans le bois des absents (aujourd'hui bois du souvenir), un site commémoratif érigé dans le parc du Retiro à Madrid en hommage aux victimes des attentats terroristes du 11 mars 2004.

### Cérémonie religieuse

Monogramme de Felipe et Letizia, créé pour le mariage.

La cérémonie se déroule le 22 mai 2004. Elle est célébrée par Mgr Antonio María Rouco Varela, archevêque de Madrid. Premier mariage d'État en Espagne depuis plus de 50 ans, c'est également le premier mariage célébré dans la cathédrale de l'Almudena, consacrée par le pape Jean-Paul II onze ans auparavant, en juin 1993.
Letizia porte une robe de mariée conçue par le couturier espagnol Manuel Pertegaz, faite de faille de soie naturelle tramée de fils d'argent. Elle est terminée par une traîne de 4,5 mètres. Le voile est maintenu par une tiare en diamants prêtée par la reine Sophie. Elle a été créée en 1913, pour la fille du Kaiser Guillaume II, la princesse Victoria-Louise de Prusse, grand-mère maternelle de la reine. Sophie a reçu la tiare de sa mère, la reine Frederika, lors de son mariage avec Juan Carlos, en 1962.
Felipe porte l'uniforme de l'Armée de terre. Le prince arbore également les insignes de l'ordre de la Toison d'or, l'ordre de Charles III, l'ordre du Mérite militaire, l'ordre du Mérite naval et l'ordre du Mérite aéronautique (es). 
À l'issue de la cérémonie, selon la tradition, Letizia offre son bouquet de mariée à la Vierge d'Atocha (es).

### Déjeuner nuptial au palais royal
La cérémonie religieuse est suivie d'un déjeuner au palais royal de Madrid, réunissant 330 convives.
Le menu, élaboré par les cuisiniers espagnols Ferran Adrià et Juan Mari Arzak, se compose entre autres de jambon de Jabugo, de manchego, de coquilles Saint-Jacques et de croquettes, de tartelettes feuilletées aux fruits de mer et de chapons rôtis aux fruits secs.

## Invités notables
Lors de la cérémonie, outre la famille royale d'Espagne, sont présents le président du gouvernement José Luis Rodríguez Zapatero et la totalité des membres de son gouvernement, ainsi qu'une quinzaine de chefs d'État et de gouvernement et les représentants d'une trentaine de maisons royales. Parmi eux, on compte :
- les présidents allemand Johannes Rau, colombien Álvaro Uribe, équatorien Lucio Gutiérrez, kazakh Noursoultan Nazarbaïev, nicaraguayen Enrique Bolaños Geyer, polonais Aleksander Kwaśniewski, portugais Jorge Sampaio, salvadorien Francisco Flores et les présidentes irlandaise Mary McAleese et panaméenne Mireya Moscoso[17] ;
- le roi Albert II et la reine Paola de Belgique, la reine Margrethe II de Danemark, la reine Rania de Jordanie, le prince souverain Hans-Adam II de Liechtenstein, le roi Harald V et la reine Sonja de Norvège, la reine Beatrix des Pays-Bas, le roi Charles XVI Gustave et la reine Silvia de Suède[17] ;
- les princes héritiers Salman de Bahreïn, Philippe de Belgique et son épouse Mathilde, Naruhito du Japon, Albert de Monaco, Haakon de Norvège et son épouse Mette-Marit, Willem-Alexander des Pays-Bas et son épouse Máxima, Charles du Royaume-Uni et la princesse héritière Victoria de Suède[17] ;
- le secrétaire du Conseil de sécurité de Russie Igor Ivanov, le président de la Banque mondiale James Wolfensohn et le haut-représentant de l'Union européenne pour la politique étrangère et de sécurité commune Javier Solana[17].

Les présidents de la Bolivie, du Costa Rica, du Pérou et de la République française sont représentés par leurs épouses.
D'anciens dirigeants sont également présents, notamment :
- les anciens présidents sud-africain Nelson Mandela et tchèque Václav Havel[17] ;
- la reine douairière Fabiola de Belgique, l'ancien roi Constantin II de Grèce (oncle du marié), l'ancienne impératrice Farah d'Iran, l'ancienne reine Noor de Jordanie, l'ancien roi Michel Ier de Roumanie et son épouse Anne de Bourbon-Parme[17].

Plusieurs personnalités médiatiques sont aussi présentes, comme le coureur cycliste Miguel Indurain, les joueurs de tennis Juan Carlos Ferrero et Arantxa Sánchez Vicario, le chanteur d'opéra Plácido Domingo et le golfeur Severiano Ballesteros. En tout, 1 600 invités assistent à la cérémonie.

## Retransmission à la télévision
Le mariage de Felipe et Letizia, retransmis en direct sur plusieurs chaînes de télévision espagnoles, attire un total de 25,1 millions de téléspectateurs, un score d'audience historique en Espagne, dépassant ceux réalisés lors des noces des sœurs du prince (le mariage de l'infante Cristina a été suivi par 22,7 millions de téléspectateurs et celui de l'infante Elena par 21,4 millions de téléspectateurs). Environ 5 600 médias du monde entier couvrent la cérémonie.

### Articles de presse
- Dominique Bonnet, « Au mariage du prince Felipe d'Espagne et de Letizia Ortiz, il y a 15 ans », Paris Match,‎ 22 mai 2019 (lire en ligne).
- (es) Almudena Martínez-Fornés, « Felipe y Letizia : Una boda inesperada que sorprendió a los españoles », ABC,‎ 22 mai 2019 (lire en ligne).
- (es) Anabel Serrano et Gema García, « Así fue la boda de los Reyes hace 15 años », El País,‎ 22 mai 2019 (lire en ligne).